# (5643) Roques
(5643) Roques (1990 QC2) – planetoida z pasa głównego asteroid okrążająca Słońce w ciągu 3,24 lat w średniej odległości 2,19 j.a. Odkryta 22 sierpnia 1990 roku.